# Albor Tholus
Albor Tholus – wygasły wulkan położony na wyżynie Elysium na Marsie. Leży na południe od sąsiednich wulkanów Elysium Mons i Hecates Tholus. Albor Tholus wznosi się na wysokość 4,5 kilometra i ma średnicę 160 km przy podstawie. Jego kaldera ma 30 km średnicy i 3 km głębokości, mogłaby w sobie pomieścić całą Etnę. W porównaniu z ziemskimi wulkanami kaldera jest wyjątkowo głęboka - najgłębszy jej punkt znajduje się na tym samym poziomie co podstawa wulkanu; jednakże pierwotne niższe partie Albor Tholus mogły zostać pokryte lawą wypływającą z jego większego sąsiada Elysium Mons. Na podstawie danych uzyskanych przez sondę Mars Express oceniono, że wulkany w regionie Elysium były aktywne przez długie odcinki czasu.

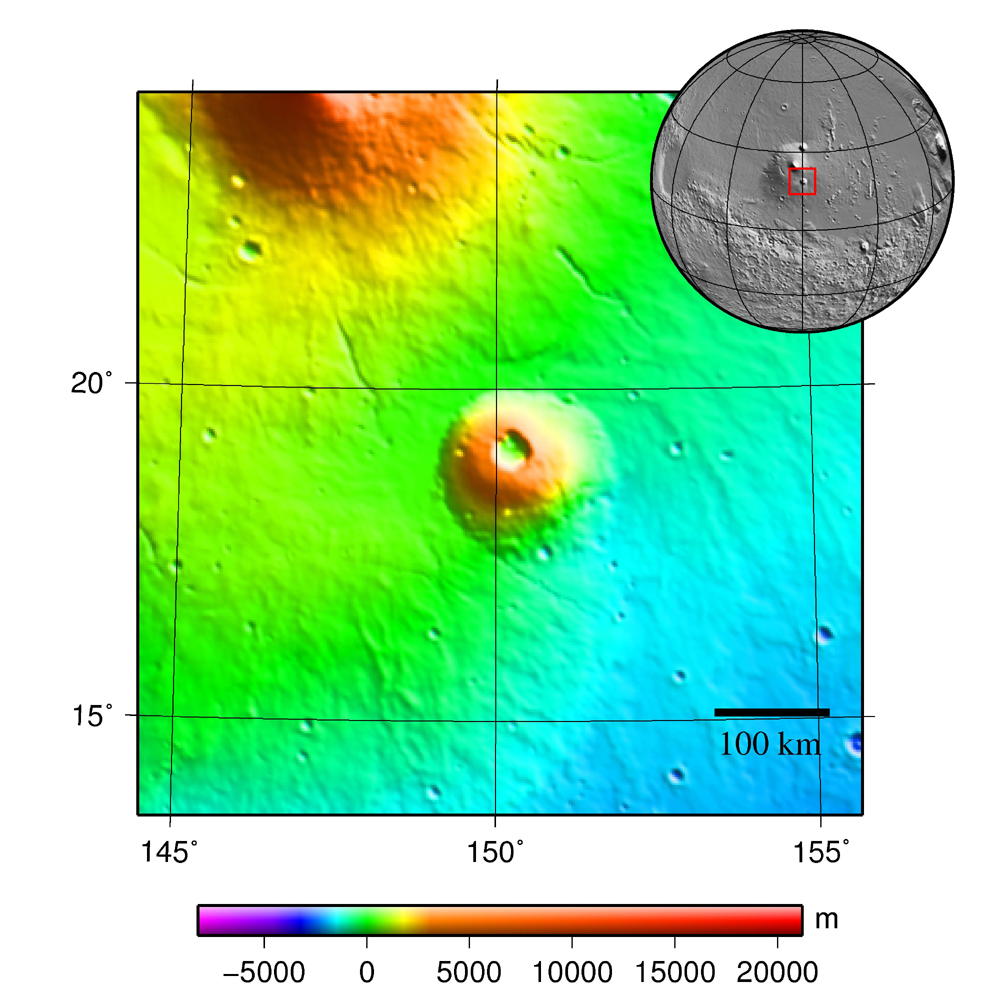
Topografia Albor Tholus i jego sąsiedztwa.
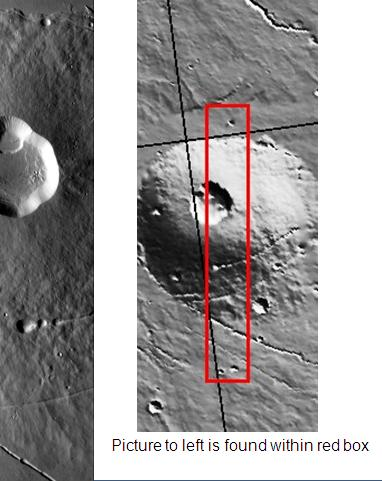
Albor Tholus sfotografowany przez THEMIS. Widoczny obszar przecinają liczne uskoki.